# Johann Nepomuk Hoechle
Johann Nepomuk Hoechle   (Múnic, 16 de setembre de 1790 - Viena, 12 de desembre de 1835) va ser un pintor i litògraf austríac especialitzat en escenes d'accions militars i actualitat.

## Biografia

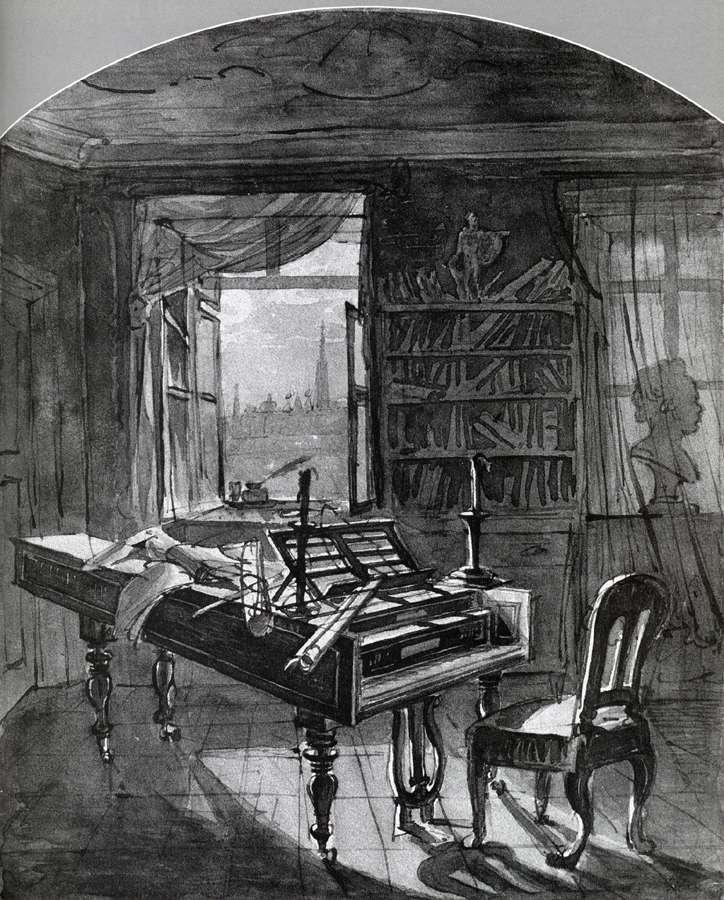
Estudi de Beethoven a la Schwarzspanierhaus.

El seu pare era Johann Baptist Hoechle (1754-1832), un artista de Suïssa que més tard esdevingué pintor de la cort dels Habsburg. Quan encara era un nen, va ser aprenent del gravador i gravador, Ferdinand Kobell, que va morir poc després, el 1799. L'any següent, el seu pare el va portar a Viena. De 1804 a 1808, va ser inscrit a l'Acadèmia de Belles Arts, on va estudiar pintura d'història amb Heinrich Friedrich Füger i pintura de paisatge amb Michael Wutky. La seva carrera posterior com a pintor de batalles probablement va derivar de la influència de l'artista mariner i militar francès, Ignace Duvivier (1758-1832), a qui Hoechle va conèixer mentre visitava Viena.
Això pot ser el que va inspirar Hoechle, el 1809, a fer esbossos de la batalla d'Aspern en curs des d'un vessant prop de Heiligenstadt. Va ser trobat i detingut per soldats francesos, que es van creure que era un espia i el van fer disparar. Per sort, parlava francès i va poder convèncer el comandant que s'equivocaven.

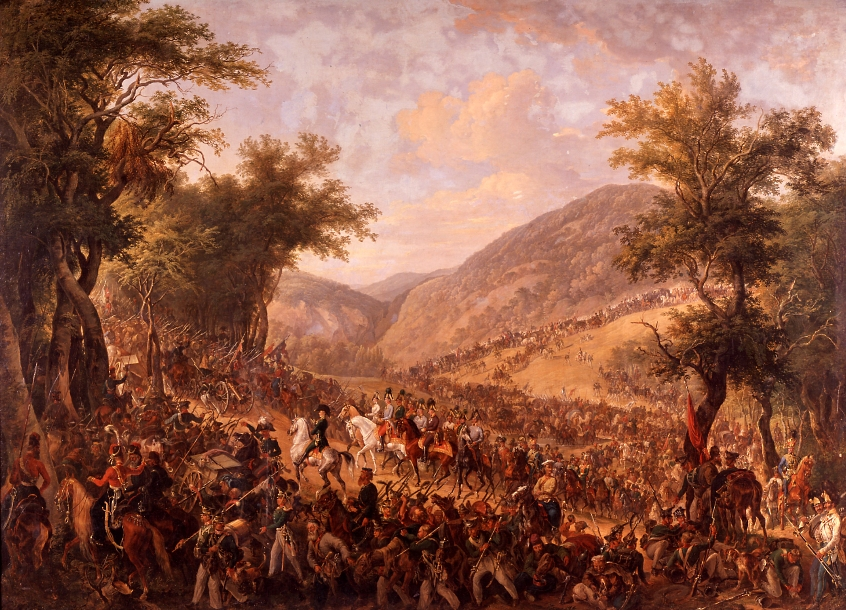
La Travessia dels Vosges.

El 1814, després d'estudis posteriors en art militar, va fer més esbossos als escenaris dels grans esdeveniments, en nom de l'emperador austríac Francesc I, i els va convertir en pintures al seu estudi. La seva obra més important d'aquest període, i la seva conjunta més coneguda, representa la travessia de les muntanyes dels Vosges, després de la derrota de Napoleó a la batalla de Leipzig.
El 1819, va acompanyar el seguici de l'emperador a Itàlia, seguit el 1820 per l'assistència a grans maniobres militars a Hongria. Aquell mateix any, va fer un retrat de Ludwig van Beethoven i, poc després de la mort del compositor el 1827, va fer un esbós detallat del seu estudi (on va morir) a la Schwarzspanierhaus.
El 1833 va ser escollit per succeir al seu pare com a pintor de la cort, però només va morir dos anys més tard.